# کثیف (ترانه)
«کثیف» (به انگلیسی: Filfthy) تک‌آهنگی از هنرمند اهل ایالات متحده آمریکا جاستین تیمبرلیک است.
این تک‌آهنگ در چارت‌های کانادا، اسکاتلند، جزو ده ترانه اول قرار گرفت.